# Templo Budista Tzong Kuan
Templo Budista Tzong Kuan is een boeddhistische tempel in Barrio Chino de Buenos Aires, Argentinië. De tempel is een centrum voor Chinees boeddhisme en maakt deel uit van de organisatie Mosteiro Putuo Shan Na América Do Sul. Het werd in 1988 gesticht door meester bhikkhu Pu Hsien. Voordat de tempel een eigen gebouw had, werden boeddhistische rituelen in een woonhuis gedaan. In maart 2003 kocht de tempel de Chinese school van overzeese Chinezen in Argentinië (阿根廷華僑聯合中文學校).
De tempel wordt veelal bezocht door Argentijnen van Chinese afkomst. De eerste generatie van hen is meestal in Taiwan geboren.
Op het hoofdaltaar van de Mahavirahal staan de beelden van Sakyamuni Boeddha, Ksitigarbha en Guanyin. Verder heeft de tempel beelden van: Sangharama, Skanda, Amitabha Boeddha, Mahasthamaprapta en Bhaisajyaguru Boeddha.
De tempel organiseert gebedsbijeenkomsten, grote gebedsceremonies, dharmalezingen en retraites.